# 克林頓縣 (愛阿華州)
克林頓縣（英語：Clinton County）是美國艾奥瓦州最東的一個縣，東傍密西西比河。面積1,839平方公里。根據美國2000年人口普查，共有人口50,149。縣治克林頓。
成立於1837年，縣名是紀念紐約州第七、九任州長迪威特·克林頓。